# Dama con ventaglio
La Dama con ventaglio è un dipinto di Gustav Klimt, inno all'Art Nouveau, al Giapponismo e al Simbolismo.

## Descrizione
Iniziata nell'autunno del 1917 e ancora incompiuta il 6 febbraio 1918 giorno della morte dell'artista, l'opera ingloba tutta la filosofia klimtiana nel suo assoluto culto della bellezza.
Nel dipinto si possono riscontrare delle somiglianze con Wally del 1916, in cui la spalla sinistra è scoperta mentre la destra no. Anche nell'opera intitolata Amiche, del 1916-1917, sono presenti lo sfondo orientale e l'uccello in alto a sinistra. Klimt si ispirò principalmente a motivi cinesi con l'uso della fenice e fiori di loto, a riprova del lungo studio sull'Estremo Oriente che l'artista portò avanti per tutta la vita. L'appiattimento dello sfondo e la giustapposizione di motivi riflettevano il suo interesse per le xilografie giapponesi.
Decorazioni fitte e delicate svolazzano intorno ad una donna sensuale e raffinata avvolta tra tessuti pregiati ed un grande ventaglio. Fiera ma gentile guarda l'osservatore invitandolo a perdersi nello splendore delle figure che la circondano. La probabile incompletezza dell'opera la rende vibrante, umana, ed infinita nella sua fragilità mentre l'anonimato sulla persona della modella dà un tocco di mistero, essendo cosa rara nel panorama operativo di Klimt.

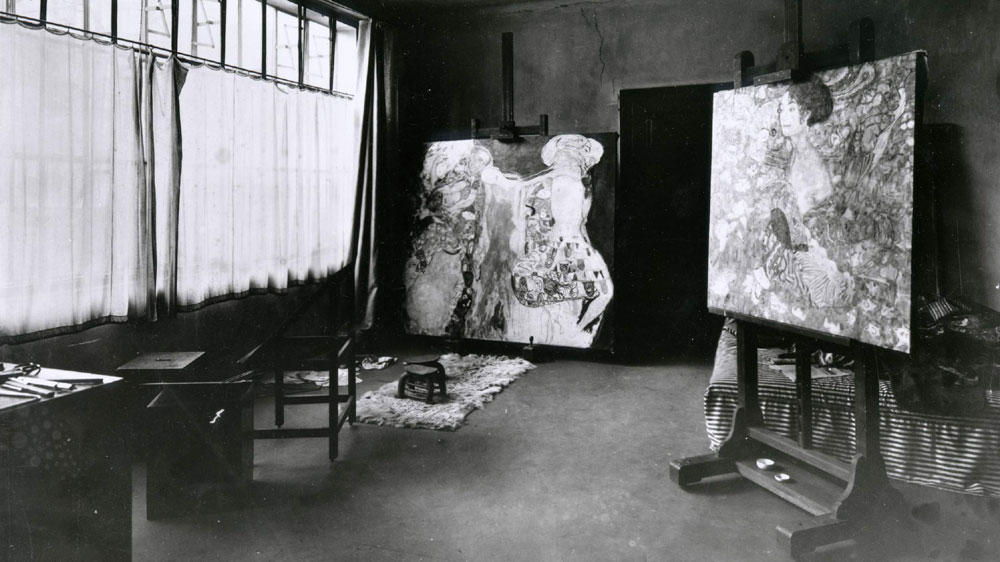
Lo studio di Gustav Klimt in una fotografia di Moritz Nähr.

La Dama col ventaglio è l'ultima opera del pittore in cui, tra i colori sgargianti e le linee sinuose dell'immagine, lo stile unico dell'artista è chiaramente fuso tra la scuola secessionista viennese ed i diversi stili da lui sviluppati nel tempo.
Nel giugno 2023 è stato venduto all'asta da Sotheby's a Londra per 85,3 milioni di sterline (108,4 milioni di dollari, 99,2 milioni di euro), il prezzo più alto mai raggiunto in Europa per un'opera d'arte.

## Galleria d'immagini

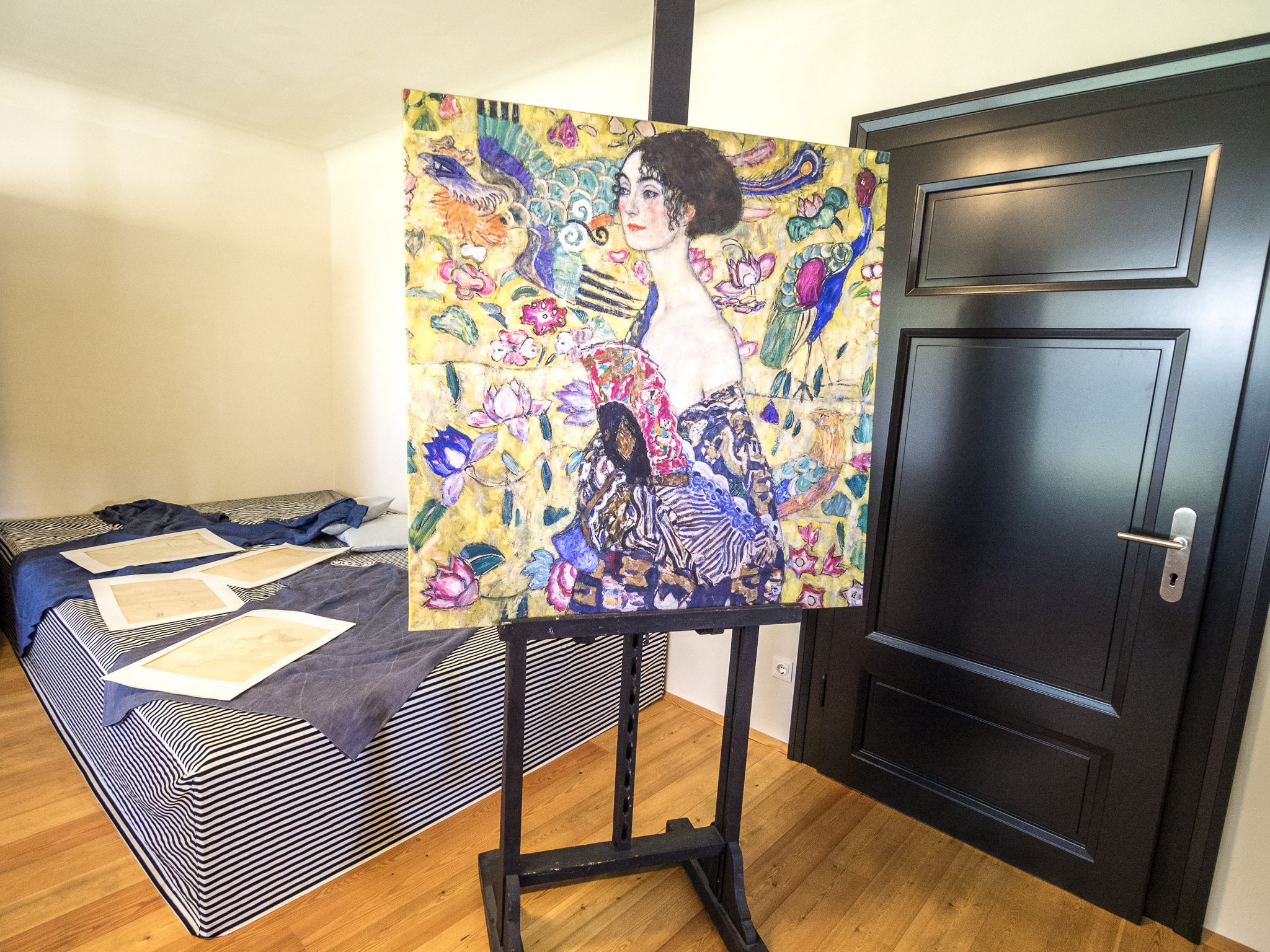
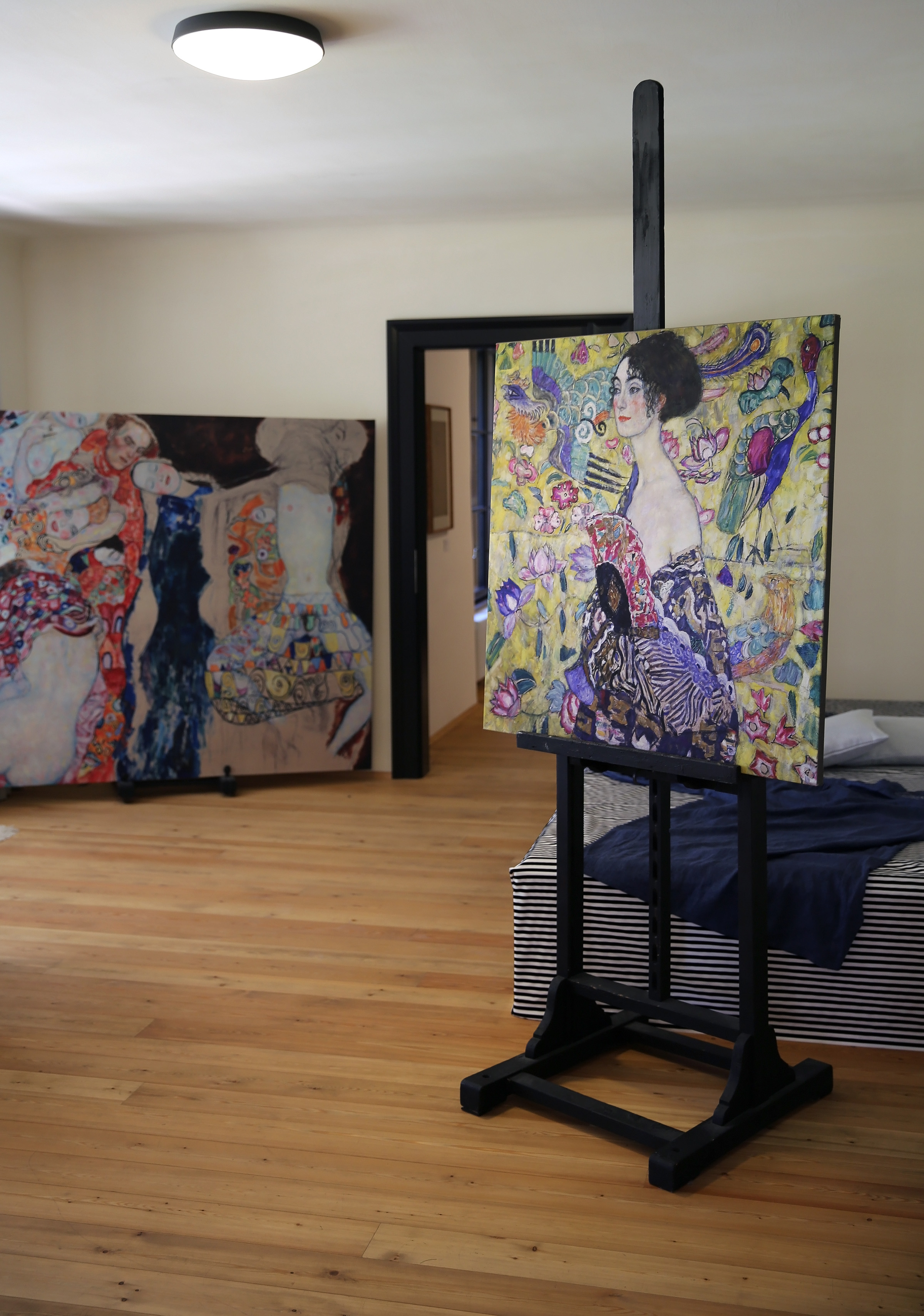
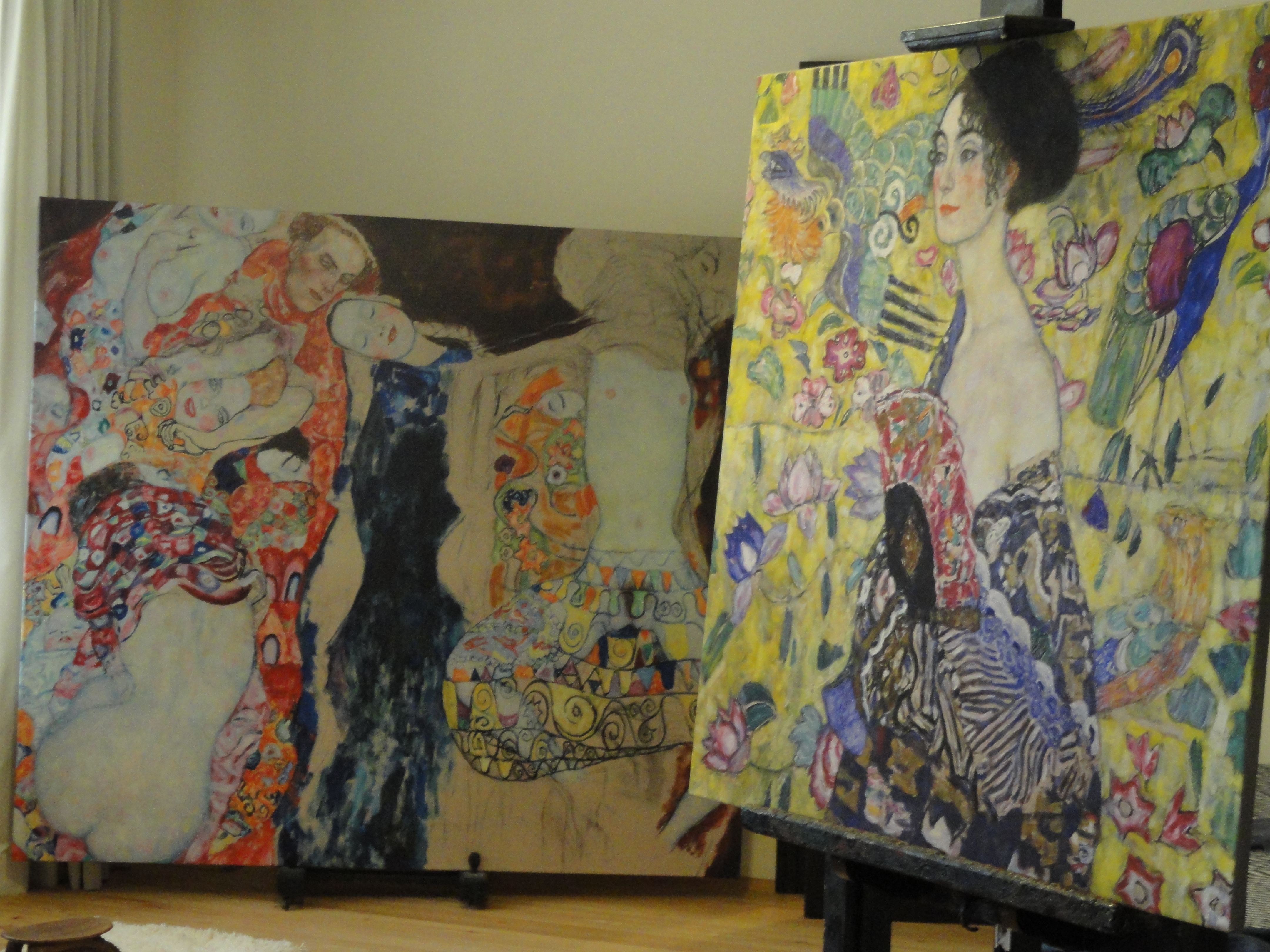
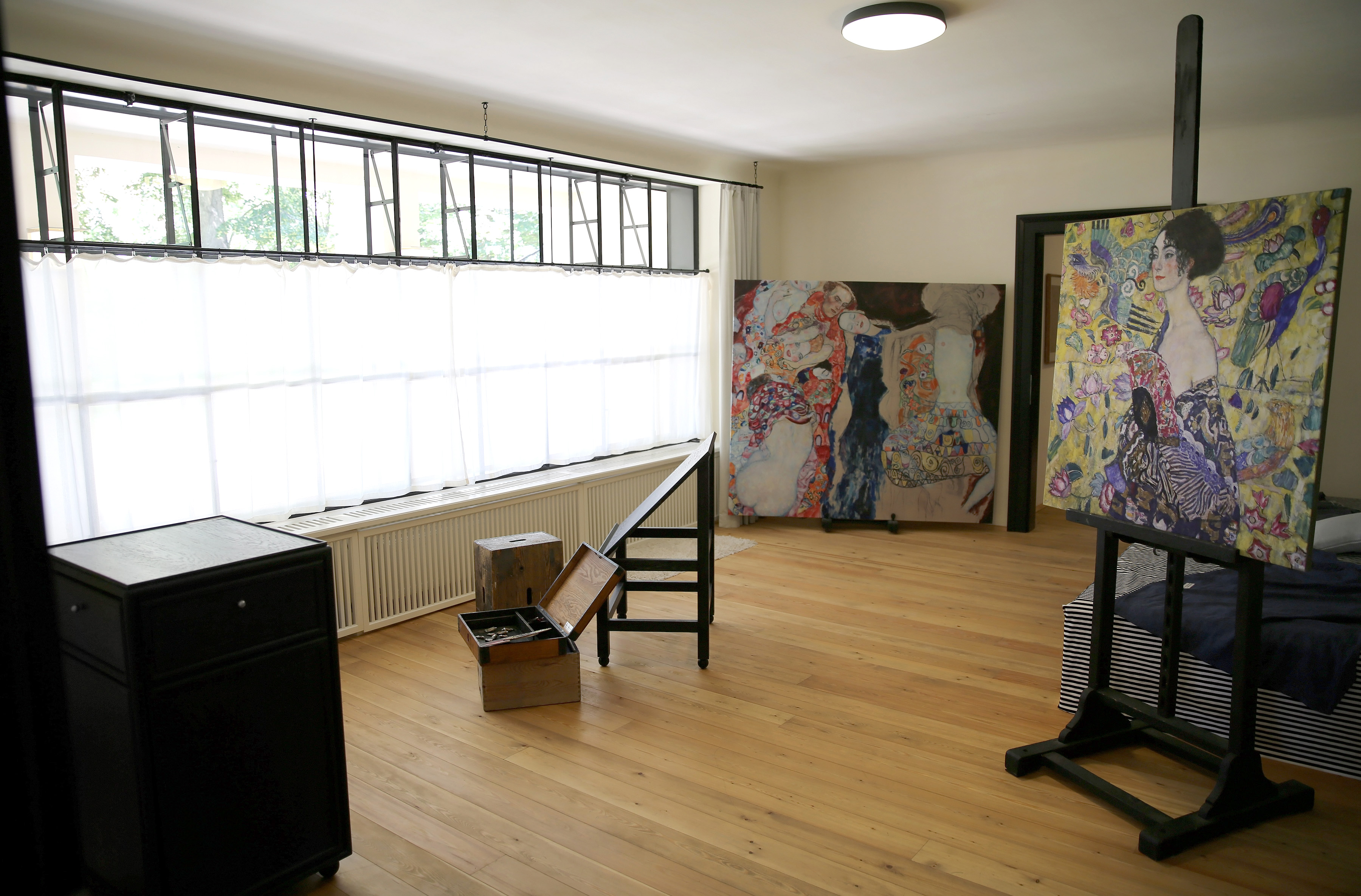